# Bharatiya Janata Party
Pour les articles homonymes, voir BJP.
Le Bharatiya Janata Party ou BJP (hindi : भारतीय जनता पार्टी, « parti indien du peuple ») est un des deux principaux partis politiques indiens. Créé en 1980, le BJP est un parti d'extrême droite nationaliste hindou considéré comme l'aile politique du Rashtriya Swayamsevak Sangh (RSS),. C'est le principal parti de l'Alliance démocratique nationale (NDA) : une coalition au pouvoir de 1998 à 2004 et de nouveau depuis 2014. Avec plus de 180 millions d'adhérents en date d'avril 2022, c’est le plus grand parti politique du monde.

## Histoire

### 1951-1996: origines et émergence du BJP

#### Le Bharatiya Jana Sangh
Au sortir de l'Indépendance, le Parti du Congrès est largement dominant dans le paysage politique indien, et les mouvements nationalistes hindous sont peu structurés politiquement. Les militants de l'organisation paramilitaire hindoue Rashtriya Swayamsevak Sangh (RSS) cherchent à s'inscrire dans une démarche politique pour proposer une alternative nationaliste au Parti du Congrès. En 1951 est créé le Bharatiya Jana Sangh (BJS), plus connu sous l'appellation de Jana Sangh, à l'initiative notamment de Syama Prasad Mukherjee.
Le BJS s'inscrit pleinement dans l'idéologie de l'hindutva, revendique un durcissement face à la communauté musulmane et au Pakistan, condamne la partition, et réclame l'annexion du territoire de Jammu et Kashemir. Le BJS est bien le bras politique du RSS, mais regroupe également des forces issues d'autres mouvances nationalistes, comme le Hindu Mahasabah (organisation à laquelle appartenaient Nathuram Godse et les assassins de Gandhi). Il comprend aussi des conservateurs issus du Parti du Congrès, déçus par les orientations socialistes prises par Jawaharlal Nehru.

#### Le Janata Party
Malgré sa participation à différentes coalitions régionales, parfois avec succès, le BJS ne parvient pas à s'imposer comme véritable alternative au Parti du Congrès. L'instauration de l'état d'urgence par Indira Gandhi, en 1975 - et l’incarcération d'un certain nombre de leaders de l'opposition, dont ceux du BJP, vient bouleverser le paysage politique.
A l'occasion des premières élections générales organisées après l'état d'urgence, les partis d'opposition au Congrès se réunissent pour former le Janata Party. Il s'agit d'une coalition hétéroclite de circonstance regroupant des socialistes, une scission du Parti du Congrès, opposée à Indira Gandhi, des centristes, des conservateurs et le BJS. Ils font campagne contre l'état d'urgence et les mesures d'exception, et se présentent comme les défenseurs de la démocratie. Pour la première fois depuis l'indépendance de l'Inde, le Parti du Congrès est largement battu aux élections législatives de 1977. Le Janata Party obtient la majorité absolue.
Au sein de la coalition, le Bharatiya Jana Sangh se retrouve en position de force. Ses deux derniers présidents deviennent respectivement ministres des affaires étrangères et de la communication. Au parlement, 31% des députés du Janata Party sont issus du BJS. Des tensions se font rapidement jour entre les partenaires de la coalition, concernant la place des nationalistes hindous, les orientations prônées par le RSS et la présence à des responsabilités importantes de membres du Janata Party, également militants du RSS. De plus, les liens restent forts entre la base du BJS et son encadrement local et le RSS. Le rapprochement du BJS avec des partis de centre-droit s'avère impossible.
Les partenaires du Janata Party demandent que tout lien avec le RSS soient rompus, ce qu'ils refusent. Le premier ministre Moraji Desai, en prise avec de nombreuses difficultés et échecs, est considéré comme trop proche des nationalistes hindous. La majorité éclate et le pays devient ingouvernable : le président Reddy est contraint de dissoudre le parlement.

#### Naissance du BJP
Les élections législatives de 1980 marquent un retour en grâce du Parti du Congrès mené par Indira Gandhi, et le Janata Party essuie une lourde défaite électorale. Peu après l'élection, le comité exécutif national du Najata Party décide d'exclure tous ceux qui sont également membre du RSS. Ces derniers décident dès lors de former le Bharatiya Janata Party (BJP).
Les liens entre ce dernier et le RSS restent très forts, et le BJP s'inscrit sans ambiguïté dans l'idéologie de l'hindutva. Néanmoins, des efforts sont faits pour modérer les élans nationalistes, permettre l'élargissement de la coalition et pour maintenir des liens avec différents partis de droite, dont le Janata Party. Le BJP arrive ainsi progressivement à s'imposer comme une alternative majeure au Parti du Congrès, et à développer des alliances locales et nationales avec d’autres partis conservateurs, nationalistes ou régionaux (dont le Telugu Desam Party (en), l'Akali Dal, le Shiv Sena, le Dravida Munnetra Kazhagam et l'AIADMK).
Lors de la campagne pour les élections législatives de 1989, le BJP fait de la destruction de la mosquée Babri, à Ayodhya, un thème central de campagne. Cette mosquée est en effet supposée être érigée sur le lieu de naissance du dieu hindou Rama. Cette élection voit la victoire d'une coalition baptisée Front national, soutenue notamment par le BJP. Cette revendication de destruction de la mosquée Babri reste ensuite un thème fort du BJP.
Un rassemblement organisé par le parti, en 1992, aboutit à sa destruction par une foule d'environ 150 000 personnes, malgré les engagements pris par les organisateurs auprès de la Cour Suprême que le lieu ne serait pas endommagé,. Cet événement conduira à une nouvelle flambée de violences communautaires, se traduisant par la mort de près de 2 000 personnes, majoritairement musulmans, à travers toute l'Inde. Ces troubles ont provoqué l'instauration de la President's rule (administration directe par le pouvoir central) dans l'État d'Uttar Pradesh alors dirigé par le BJP.

### 1996 - 2014: le BJP s'impose comme principal opposant au Congrès
Le BJP obtient une majorité pour la première fois à la Lok Sabha - la chambre basse du Parlement de l'Inde, en 1996. Atal Bihari Vajpayee, leader historique du parti fut alors nommé Premier ministre.
Ce dernier a pu imposer une ligne modérée et a approfondi les réformes économiques libérales de ses prédécesseurs. Cependant, cette période a été marquée, en 1998, par les essais nucléaires à la frontière pakistanaise et une escalade militaire dangereuse au Cachemire (en mai-juin), ainsi que par des violences anti-musulmanes dans l'État du Gujarat en février 2002 (de 800 à 2000 morts).
Dans cet État du Gujarat, le chef du gouvernement local, Narendra Modi, soutenu par le RSS, a mis en place un "laboratoire" de l'Hindutva encadrant la société selon ces préceptes nationalistes, notamment dans la réécriture des programmes scolaires. Une commission d'enquête nationale a mis en cause la responsabilité de son gouvernement, dans le soutien aux persécutions anti-musulmanes de février 2002. Vajpayee, tenant de la ligne modérée, a tenté sans succès d'obtenir sa démission.
En 2004, la NDA et le BJP subirent une cuisante défaite lors des élections générales qui virent le retour au pouvoir du Parti du Congrès.
Localement, le BJP tire principalement sa force politique de la Hindi belt (régions du Nord et de l'Ouest de l'Inde peuplées d'hindiphones). Le parti détient le pouvoir dans les États suivants : Chhattisgarh, Gujarat, Jharkhand, Himachal Pradesh, Madhya Pradesh, Rajasthan.
Considéré comme le parti des hautes castes, des milieux commerçants, et du Nord, le BJP a cependant fortement accru son électorat dans les castes intermédiaires et dans des États du Sud (Karnataka), au cours des dernières élections nationales et régionales, en jouant sur les sentiments nationalistes religieux (hindutva) et économique (swadeshi).
Le BJP profite de l'appui du Vishva Hindu Parishad (VHP), une organisation religieuse, et de l'organisation paramilitaire Rashtriya Swayamsevak Sangh (RSS), réunies dans le Sangh Parivar (la « grande famille » du nationalisme hindou, un réseau qui comporte également nombre d'associations, de syndicats, etc.). Le VHP et le RSS préconisent de favoriser une « citoyenneté hindoue », qu'ils considèrent comme permettant l'« unité dans la diversité », par rapport à ce qu'ils conçoivent comme un communautarisme musulman et chrétien : les Indiens chrétiens et musulmans sont invités à adhérer à l'Hindutva, au RSS, en principe sans discrimination ni traitement spécial (et sans abandonner leur religion), l'« hindouïté » n'étant pas la religion hindoue au sens strict, mais l'acceptation et le respect de la culture indienne originelle sous toutes ses formes. Ils soutiennent également la construction d'un temple dédié au dieu hindou Rāma sur l'emplacement de la mosquée de Babri (ou Babri Masjid) à Ayodhya (Uttar Pradesh).
Depuis 1990, le BJP — tout comme les autres organisations du Sangh Parivar — recrute activement des femmes, en promettant, sans réalisation dans les faits, de leur réserver un tiers des sièges au Parlement, et en les incitant à sortir de chez elles, pour manifester aux côtés des hommes, dans les luttes contre les communautés non hindoues. Cette mobilisation a pu quelquefois être perçue comme une volonté d'émancipation des femmes, mais le rôle que le parti leur assigne reste très traditionnel, et ne remet pas en cause le système patriarcal, défendu par ailleurs.

### Victoire de 2014 et gouvernement Modi
La victoire du BJP en 2014 et l'arrivée de Narendra Modi au poste de Premier ministre conduisent à une mise en pratique nette d'une politique nationaliste hindoue. Le premier ministre est d'ailleurs lui-même issu des rangs du Rashtriya Swayamsevak Sangh (RSS), dans lequel il a milité de nombreuses années. Selon Isabelle Saint-Mézard, maître de conférence à l'Institut français de géopolitique, « l’arrivée du nouveau gouvernement BJP diffère de la période 1998-2004 en deux points fondamentaux. Tout d’abord, contrairement au Premier ministre Vajpayee, qui incarnait l’aile modérée du parti, l’homme aujourd’hui à la tête du pouvoir exécutif, Narendra Modi, est considéré comme un « dur ». […] Ensuite, et contrairement à l’équipe de Vajpayee qui était dépendante du soutien de ses partenaires de coalition pour se maintenir au pouvoir, celle de Modi détient la majorité absolue, ce qui lui donne une importante marge de manœuvre ».
Cette politique s'est accompagnée d'atteintes aux libertés fondamentales, passant notamment par des menaces, pressions et répression visant des journalistes, universitaires, intellectuels libéraux, responsables d'ONG et de la société civile ou de l'opposition,.
Cette tendance fait craindre au glissement progressif du pays vers un système de démocratie illibérale, crainte d'autant plus forte, compte tenu de la personnalisation du pouvoir, Modi apparaissant comme le seul maître à bord, avec des accents mis sur sa personne au travers du storytelling. Fin 2016 parait ainsi en Inde l'ouvrage de la journaliste Swati Chaturvedi (en) I Am a Troll. Inside the secret world of the BJP’s digital army ; il « décrit pour la première fois les campagnes orchestrées sur les réseaux sociaux par les membres du BJP [qui] attaquent violemment tous ceux qui osent critiquer Narendra Modi ». Plusieurs auteurs relèvent le discours populiste,, voire national-populiste de Modi.
En mars 2015, le BJP revendique 88 millions d'adhérents, ce qui en ferait le plus grand parti au monde, devant le PCC (Parti communiste chinois).
Le 13 juillet 2015, le parti annonce plus de 110 millions (11 crore) de membres.
Aux élections de mars 2017, le Bharatiya Janata Party obtient une large victoire aux élections dans l’État d'Uttar Pradesh — le plus peuplé de la Fédération avec plus de 200 millions d’habitants — en remportant plus de 300 sièges. Il s'agit du plus grand nombre de sièges que le parti a jamais remporté dans cet État jusqu'à présent. Mais le BJP échoue, fin 2018, au profit du Parti du Congrès dans plusieurs États clés du nord du pays : Rajasthan, Madhya Pradesh et Chhattisgarh,.
Sur l'année fiscale 2017-2018, les entreprises et les personnes fortunées ont contribué 12 fois plus au financement du BJP qu'à celui de six autres partis nationaux, y compris le Congrès.

### Depuis 2019

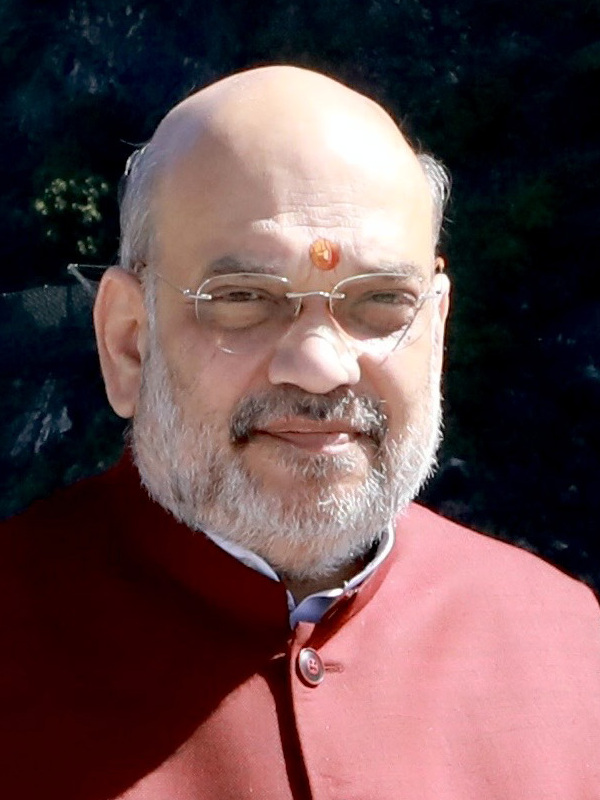
Amit Shah, président du BJP de 2014 à 2020

Modi mise sur sa personne pour remporter son deuxième mandat : « Élu triomphalement en 2014 sur la promesse de développement, le national-populiste a choisi de faire campagne, en 2019, sur sa personnalité, davantage que sur son bilan ou sur des promesses électorales. Sa formation, le Parti du peuple indien (BJP), a publié son programme au dernier moment, lundi 8 avril, soit trois jours avant le début des élections. »
Le parti se voit conforté lors de ces élections à l’issue desquelles il obtient 37,5 % des suffrages (contre 31 % en 2014) et 303 sièges sur 543 (contre 282 dans la législature précédente). Le parti a su faire oublier son bilan économique (taux de chômage le plus élevé depuis quarante ans, crise du secteur agricole, baisse des exportations, déclin de l’investissement, etc) en se focalisant au cours de la campagne sur les questions identitaires et sécuritaires. Il s'est ainsi engagé à expulser les migrants du Bangladesh en situation irrégulière, et a excité les sentiments nationalistes en faisant bombarder le Pakistan à la suite de l'attentat de Pulwama (revendiqué par un groupe jihadiste basé au Pakistan, l'attentat a tué une quarantaine de soldats indiens en février). « Jamais une campagne électorale n’avait été à ce point dominée par la rhétorique patriotique et guerrière », note Christophe Jaffrelot, politologue spécialiste du sous-continent indien.
La rhétorique antimusulmane fut aussi au centre de la campagne. Rahul Gandhi, du Parti du Congrès, a été présenté par le BJP comme musulman, parce qu’une photographie le montrait, enfant en prière dans une mosquée. Le président du BJP, Amit Shah, a moqué Gandhi en affirmant que celui-ci se présentait dans une circonscription à majorité musulmane, qu’il comparait au Pakistan ; il a également expliqué qu’en voyant les cortèges des partisans de son adversaire, il n’arrivait pas à savoir si l’action se passait « en Inde ou au Pakistan ».
En outre, le BJP a donné son investiture à Pragya Singh Thakur, accusée de terrorisme en liaison avec le mouvement Abhinav Bharat, qui est soupçonné d’avoir fomenté quatre attentats antimusulmans ayant fait des dizaines de morts en 2008. Libérée sous caution pour raison de santé, elle a, au cours de la campagne, fait l’éloge de l’assassin du mahatma Gandhi.
Le Premier ministre Narendra Modi a refusé de participer au moindre débat contradictoire et à toute conférence de presse, choisissant de n’accorder que des entretiens préparés dans des médias, appartenant pour la plupart à des hommes d’affaires proches du pouvoir. Le BJP a aussi bénéficié de financements considérables, ce qui lui a aussi permit, selon Christophe Jaffrelot, de mener une intense propagande électorale et d'acheter des voix à travers des cadeaux la veille du scrutin.
En janvier 2020, Jagat Prakash Nadda (en), un avocat qui avait été ministre de la Santé et du Bien-être familial de l'Union du gouvernement indien dans le second ministère Modi de 2014 à 2019, est nommé président du parti.

## Idéologie

### Politique nationaliste et traditionaliste
La politique nationaliste du BJP s'est traduite par la réécriture de programmes scolaires, la promotion du Yoga (journée mondiale du Yoga décrétée par l'ONU), de la médecine ayurvédique, ou la mise en avant de temples hindous comme éléments du patrimoine national au détriment du Taj Mahal et de l'héritage Moghol. Cette politique de mise en avant de l'hindutva passe aussi par une pression accentuée sur les minorités religieuses, notamment musulmanes et chrétiennes, pour les inférioriser. Les États gouvernés par le BJP ont adopté des législations anti-conversions. L'État fédéral s'est efforcé de limiter le commerce de la viande par des outils de régulation, allant jusqu'à interdire le commerce de bétail destiné à l'abattage (mesure suspendue par la Cour suprême).
En parallèle, les exactions – allant parfois jusqu'au meurtre – de milices de protection des vaches à l'encontre de personnes faisant le commerce de viande, principalement des musulmans, se sont accentuées, sans être réprimées ni condamnées. L'affaire n'est pas anecdotique : plusieurs centaines de milliers de vaches ont ainsi été confisquées depuis 2014, ce qui menace les conditions de subsistance de nombreuses familles de la communauté musulmane.
Le BJP a participé à faire la promotion d'une morale traditionnelle hindoue dans la vie indienne et s'impliquer dans sa réinstauration. Des organisations de rues tentent ainsi de contrôler le comportement des femmes, leurs tenues vestimentaires, ou d'empêcher des amoureux de faire des apparitions en public. Pour le professeur Gurharpal Singh, il ne s'agit pas seulement d'un retour du religieux dans la vie publique mais « d'un projet ethno-nationaliste soutenant la création d'une nouvelle république indienne » profondément axée sur l’identité et les valeurs traditionnelles de l’hindouisme et non sur une orientation moderne et laïque, telle qu'elle a pu être promue par le parti du Congrès dans les décennies précédentes.
La chercheuse norvégienne Eviane Leidig estime que le nationalisme hindou du BJP a tous les attributs d’un «extrémisme de droite»,. Fabien Escalona de Mediapart indique que « beaucoup de chercheurs occidentaux ont longtemps été réticents à [le] prendre en compte, le rabattant sur la religion alors que cette idéologie viserait bien, en fait, à « créer un État ethno-nationaliste ». De fait, c’est un État « ethnique, absolu et opaque » que décrivent les chercheurs Madhav Kosla et Milan Vaishnav dans une contribution au Journal of Democracy (en), en montrant à chaque fois la responsabilité spécifique (mais pas unique) du BJP dans l’édification d’une citoyenneté à plusieurs vitesses, la destruction des contre-pouvoirs et l’asphyxie financière des oppositions. Si les élections en tant que telles restent libres, écrit ailleurs Vaishnav, c’est « le rétrécissement de l’espace démocratique entre chacune d’entre elles » qui est en cause ».

### Mesures économiques
La victoire du BJP et de Narendra Modi a reposé sur la promesse d'une libéralisation accrue de l'économie, de son assainissement, et d'un essor pouvant profiter à tous les Indiens. Ces promesses de réformes économiques étaient un des axes majeurs de la campagne du BJP, avec la mise en scène d'un parcours de Modi, comme autodidacte ayant réussi. L'image des succès du Gujarat, dont Modi a été gouverneur, ont participé à cette espérance. Bien qu'il n'y ait pas eu de changement spectaculaire du point de vue économique, et que le bilan au terme de son mandat soit en demi-teinte, l'Inde a poursuivi une croissance forte, de l'ordre de 6 à 7% par an
En 2016, le gouvernement Modi décide, pour lutter contre la corruption et l'économie informelle, de démonétiser toutes les coupures de 500 et 1000 roupies et de les remplacer par des coupures de 1000 et 2000 roupies. Cette mesure, mal préparée, a provoqué un choc brutal sur l'économie, avec un assèchement de liquidités sur plusieurs mois, dans un pays où 87% des transactions se font en liquide.
Si le nombre de transactions par voie électronique a augmenté de 85 % à la suite de cette décision, elle a surtout affecté durement les plus fragiles : catégories des hors castes et des basses classes, femmes, populations des zones rurales. Le FMI estime que le ralentissement de l'économie de 7,5 % de croissance au troisième trimestre 2016 à 5,2 % de croissance au premier trimestre 2017, est largement dû à cette mesure très décriée dans ses modalités pratiques de mise en œuvre.

## Présidence du parti
Les présidents du BJP ont été successivement :
- Atal Bihari Vajpayee - 1980-1986
- Lal Krishna Advani - 1986-1991
- Murli Manohar Joshi (en) - 1991-1993
- Lal Krishna Advani - 1993-1998
- Kushabhau Thakre (en) - 1998-2000
- Bangaru Laxman - 2000-2001
- Jana Krishnamurthi (en) - 2001-2002
- Venkaiah Naidu - 2002-2004
- Lal Krishna Advani - 2004-2005
- Rajnath Singh - 2005-2009
- Nitin Gadkari - 2010-2013
- Rajnath Singh - 2013-2014
- Amit Shah - 2014-2020
- Jagat Prakash Nadda (en) - depuis 2020

## Résultats électoraux

États où le BJP…
… forme le gouvernement seul.
… est le principal partenaire de la coalition au pouvoir.
… est le partenaire minoritaire de la coalition au pouvoir.
… est le principal parti d'opposition.
Autres situations.

| Année | %     | Sièges    | Résultat                       |
| ----- | ----- | --------- | ------------------------------ |
| 1984  | 7,74  | 2 / 533   | Opposition                     |
| 1989  | 11,36 | 85 / 545  | Opposition                     |
| 1991  | 20,04 | 120 / 545 | Opposition                     |
| 1996  | 20,29 | 161 / 545 | Échec à former un gouvernement |
| 1998  | 25,59 | 182 / 545 | Gouvernement                   |
| 1999  | 23,75 | 182 / 545 | Gouvernement                   |
| 2004  | 22,16 | 138 / 545 | Opposition                     |
| 2009  | 18,80 | 116 / 545 | Opposition                     |
| 2014  | 31,00 | 282 / 545 | Gouvernement                   |
| 2019  | 37,36 | 303 / 545 | Gouvernement                   |
| 2024  | 36,56 | 240 / 543 | Gouvernement                   |